# Eduardo Berizzo
Manuel Eduardo Berizzo Magnolo (Cruz Alta, 1969. november 13. –)  argentin válogatott labdarúgó, edző. Tizennyolc éves pályafutása alatt megfordult a Newell’s Old Boys, a River Plate, az Olympique de Marseille és a Celta Vigo csapatában is. Válogatottként két Copa Américán vett részt, edzői pályafutását 2007-ben kezdte a chilei válogatott másodedzőjeként.

## Pályafutása

### Klubcsapatban
Berizzo 1988-ban kezdte pályafutását a Newell’s Old Boysban. Két évvel később a mexikói Club Atlashoz igazolt, innen tért vissza 1996-ban hazájába, a River Plate-hez. A Buenos Aires-i klubbal kétszer nyerte meg a Clausurát, egyszer pedig az Aperturát, teljesítményével pedig felhívta magára a francia Olympique de Marseille figyelmét.  Itt nem jutott sok játéklehetőséghez, 2000 januárjában kölcsönben visszakerült a River plate-hez.
Itt is csak fél évet töltött, a téli átigazolási időszakban a spanyol Celta Vigo igazolta le. A galíciai csapatnál meghatározó játékossá vált. első fél szezonjában tizenhét bajnokin játszott a hatodik helyen végző csapatban, míg első teljes idényében huszonhétszer lépett pályára és két gólt szerzett, hozzásegítve a Celtát, hogy története során először a Bajnokok Ligájában indulhasson.
A 2003-04-es szezonban Berizzót négyszer is kiállították, csapata pedig kiesett a másodosztályba, igaz bemutatkozhatott az európai kupaporondon, ahol ötször lépett pályára. 2005 júniusában lejárt a szerződése, de maradt Spanyolországban és a Cádiz csapatához írt alá. Itt mindössze tizennégy bajnokin játszott, a Cádiz pedig szintén kiesett a bajnokság végén, így Berizzo bejelentette visszavonulását. 

### A válogatottban
Berizzo 1996. október 9-én Venezuela ellen debütált az argentin válogatottban. Szerepelt az 1997-es és az 1999-es Copa Américán. Előbbi tornán egy mérkőzésen, a Peru elleni negyeddöntőben kapott lehetőséget, míg utóbbi tornán nem lépett pályára. 2002 februárjában eltörte a bokáját, így nem szerepelhetett a 2002-es világbajnokságon.

### Edzőként
2007 júliusában Berizzo Marcelo Bielsa segítője lett a chilei válogatott mellett. 2011-ben a O'Higgins vezetőedzője lett, és első idényében bajnoki második helyezést ért el, miután a döntőt elveszítették a Club Universidad de Chile csapata ellen. 2013. december 10-én megnyerte klubjával az Aperturát, ami a klub elő sikere volt 58 éves története során.
2014. május 19-én a Celta Vigo vezetőedzője lett a Barcelonához távozó Luis Enrique utódjául. Három idényen át irányította a csapatot, utolsó szezonjában a Spanyol Kupában és az Európa-ligában is a legjobb négy közé vezette a Celtát.
2017. május 27-én a Sevilla élére nevezték ki. November 22-én a klub bejelentette, hogy prosztatarákot diagnosztizáltak nála; majd egy hónap múlva menesztették.
2018. május 31-én az Athletic Club vezetőedzője lett. A csapatnak nem sikerült jól a szezon első fele, decemberben a Bilbao a kiesőzónában szerepelt, ezért Berizzo szerződését a klub december 4-én felbontotta.
2019-ben lett a paraguay-i válogatott szövetségi kapitánya. 2021 október közepén, a vb-selejtezőn Bolíviától elszenvedett vereség után a szövetség felmondta a szerződését.

## A homoszexualitásra tett megjegyzései
Röviddel a Marseille elhagyása után Berizzo felszólalt az állítólagosan Franciaországban tapasztalt homoszexualitás ellen :
|  | „"Egy csomó fagott ember és sok homoszexuális játékos van Franciaországban, akik mindig provokálnak, van, hogy megérintik a combjaidat is. A homoszexuálisok ugyanazt a zuhanyzót használják és vágytól és érzelmektől bámulják a meztelen testedet."” |
|  | – Berizzo a Daily Telegraph cikkében. |

A cikk megjelenését követő napon a La Crónica de Hoy nevű mexikói lapban tagadta, hogy ilyet nyilatkozott volna:
|  | „"Ez felháborító. Ezt soha nem mondtam. Nincs problémám velük, egy csomó meleg munkatársam van, az emberek a magánéletükbe azt tesznek amit akarnak."” |
|  | – Berizzo a Clarín cikkében. |

## Daganatos betegsége
2017 októberében prosztatarákot diagnosztizáltak nála az orvosok, amivel még a hónap végén megműtötték. A Sevilla, bár biztosította támogatásáról, a nem megfelelő eredmények miatt december 22-én menesztette Berizzót.

## Statisztikája vezetőedzőként
| Csapat                  | –tól              | –ig                | Statisztika | Statisztika | Statisztika | Statisztika | Statisztika | Statisztika | Statisztika | Statisztika |
| Csapat                  | –tól              | –ig                | M           | GY          | D           | V           | RG          | KG          | GK          | GY %        |
| ----------------------- | ----------------- | ------------------ | ----------- | ----------- | ----------- | ----------- | ----------- | ----------- | ----------- | ----------- |
| Estudiantes de La Plata | 2011. február 4.  | 2011. május 30.    | 23          | 8           | 7           | 8           | 23          | 28          | –5          | 34,78%      |
| O'Higgins               | 2011. november 3. | 2014. június 2.    | 123         | 64          | 28          | 31          | 194         | 122         | +72         | 52,03%      |
| Celta Vigo              | 2014. június 2.   | 2017. május 27.    | 148         | 61          | 36          | 51          | 206         | 208         | –2          | 41,22%      |
| Sevilla FC              | 2017. május 27.   | 2017. december 22. | 27          | 14          | 6           | 7           | 43          | 37          | +6          | 51,85%      |

## Sikerei, díjai

### Játékosként
Newell's
- Argentin bajnok: 1990–91, Clausura 1992

River Plate
- Argentin bajnok: Clausura 1997, Apertura 1997, Clausura 2000
- Supercopa Sudamericana: 1997

### Edzőként
O'Higgins
- Chilei bajnok: Apertura 2013
- Chilei szuperkupa-győztes: 2014[23]